# Абалаков, Виталий Михайлович
Вита́лий Миха́йлович Абала́ков (31 декабря 1905  [13 января 1906], Красноярск, Енисейская губерния — 26 мая 1986, Москва) — советский альпинист, заслуженный мастер альпинизма (1934), заслуженный мастер спорта (1941), заслуженный тренер СССР (1961), инженер-конструктор.
Автор около ста приборов, используемых для объективной оценки процесса тренировки спортсменов.
Руководитель первых советских восхождений на пик Ленина (Памир, 7134 м) в 1934 году и пик Победы (Тянь-Шань, 7439 м) в 1956 году.
Руководимая им команда «Спартак» (Москва) 12 раз была чемпионом СССР по альпинизму. Также был бронзовым призёром чемпионата СССР по горнолыжному спорту.
Его брат, Евгений Абалаков — также выдающийся альпинист.

## Биография
Родился в Енисейске в семье дочери судовладельца Клавдии Ивановны Глотовой и потомственного «торгового казака» Михаила Онисимовича Абалакова. Отец был охотником, мать вела домашнее хозяйство. Рано потерял родителей, мать в 1909, отца — в 1910 году. Воспитывался у родственников в Красноярске.
В 1925 году уехал в Москву, в 1930 году окончил московский химико-технологический институт имени Менделеева.
Герой пика Ленина — 8 сентября 1934 года совершил первое советское восхождение вместе с альпинистами К. Чернухой и И. Лукиным.
К 1938 году — инвалид I группы (во время экспедиции на Хан-Тенгри в июле 1936 года потерял 13 пальцев рук и левой ноги).
4 февраля 1938 года арестован 4 отделом УГБ УНКВД по Московской области. Находился под следствием как член «контрреволюционной террористической организации» по статьям 19-58-8, 58-6-7-11 УК РСФСР. С 1938 по 1940 годы как «немецкий шпион» отсидел в тюрьме под следствием, где ему выбили зубы. Многие арестованные вместе с ним альпинисты были расстреляны. 20 февраля 1940 года дело прекращено.
Доработанный им рюкзак (был добавлен широкий клапан защищавший содержимое от дождя и боковые карманы) был очень популярен в 50-80-е гг. в СССР под названием «абалаковский рюкзак».
Учебник Абалакова «Основы альпинизма» переведён на многие языки.

Могила Абалакова

Похоронен на Кунцевском кладбище в Москве.

## Награды
- Орден Ленина (27.04.1957) — «за успехи, достигнутые в деле развития массового физкультурного движения в стране, повышения мастерства советских спортсменов, и успешное выступление на международных соревнованиях»
- Орден «Знак Почёта» (1972)
- Почётный знак «За заслуги в развитии физической культуры и спорта» (1976)

## Память
- В Красноярске есть улица имени братьев Абалаковых. Также сохранился дом, где жил Виталий Михайлович. Сейчас дом находится по улице Ленина, дом 74

## Комментарии
1. ↑  В следственных документах местом рождения указан город Енисейск[2].